# Подаани
Подаани (груз. ფოდაანი) — село в Грузии, в муниципалитете Лагодехи края Кахетия. 

## География
Село расположено в восточной части края, в 27 километрах по прямой к юго-западу от центра муниципалитета Лагодехи. Высота центра — 270 метров над уровнем моря.

## Население
По данным переписи населения 2014 года, в селе проживало 730 человек.
| Год  | Население | Мужчины | Женщины |
| ---- | --------- | ------- | ------- |
| 2002 | 779       | 371     | 408     |
| 2014 | 730       | 384     | 346     |